# Kanton Marmoutier

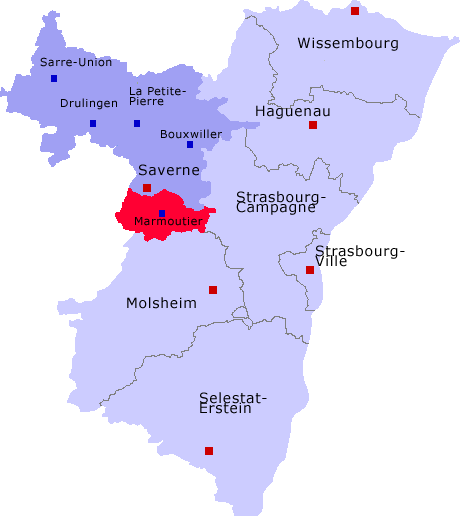
Lage des Kantons Marmoutier im Arrondissement Saverne und im Département Bas-Rhin

Der Kanton Marmoutier war bis 2015 ein französischer Wahlkreis im Arrondissement Saverne im Département Bas-Rhin in der Region Elsass.

## Geschichte
Der Kanton wurde am 4. März 1790 im Zuge der Einrichtung der Départements als Teil des damaligen "Distrikts Strasbourg" gegründet. Einige Zeit später (?) gehörte er zum neu gegründeten "Distrikt Sarre-Union".
Mit der Gründung der Arrondissements am 17. Februar 1800 wurde der Kanton als Teil des damaligen Arrondissements Saverne neu zugeschnitten.
Von 1871 bis 1919 gab es keine weitere Untergliederung des damaligen "Kreises Zabern" (frz.: Saverne).
Am 28. Juni 1919 wurde der Kanton wieder Teil des Arrondissements Saverne.
Am 22. März 2015 wurde der Kanton aufgelöst. Alle Gemeinden gehören jetzt zum Kanton Saverne.

## Geografie
Der Kanton grenzte im Norden an den Kanton Saverne, im Osten an den Kanton Truchtersheim im Arrondissement Strasbourg-Campagne, im Süden an den Kanton Wasselonne im Arrondissement Molsheim und im Westen an den Kanton Phalsbourg im Arrondissement Sarrebourg im Département Moselle (Lothringen).

## Gemeinden
Der Kanton bestand aus 25 Gemeinden:
- Allenwiller (Allenweiler)
- Birkenwald
- Crastatt (Krastatt), gehört jetzt zum Arrondissement Molsheim
- Dimbsthal
- Gottenhouse (Gottenhausen)
- Haegen (Hägen)
- Hengwiller (Hengweiler)
- Hohengœft (Hohengöft), gehört jetzt zum Arrondissement Molsheim
- Jetterswiller (Jettersweiler), gehört jetzt zum Arrondissement Molsheim
- Kleingœft (Kleingöft)
- Knœrsheim (Knörsheim), gehört jetzt zum Arrondissement Molsheim
- Landersheim
- Lochwiller (Lochweiler)
- Marmoutier (Maursmünster)
- Otterswiller (Ottersweiler)
- Rangen, gehört jetzt zum Arrondissement Molsheim
- Reinhardsmunster (Reinhardsmünster)
- Reutenbourg (Reutenburg)
- Salenthal
- Schwenheim (Schweinheim)
- Singrist
- Thal-Marmoutier (Thal bei Maursmünster)
- Westhouse-Marmoutier (Westhausen)
- Zehnacker, gehört jetzt zum Arrondissement Molsheim
- Zeinheim, gehört jetzt zum Arrondissement Molsheim